# سوئه‌جیما تانه‌ئومی
سوئه‌جیما تانه‌اومی (به ژاپنی: 副島 種臣 Soejima Taneomi); ۱۷ اکتبر ۱۸۲۸ – ۳۱ ژانویهٔ ۱۹۰۵) دیپلمات، سیاستمدار در دوره میجی اهل ژاپن بود.